# Possessed EP
Possessed es el segundo demo del grupo de death metal francés Gojira (cuando se llamaba Godzilla). Es un pack de edición muy limitada (CD+Camiseta) de 100 copias. Fue relanzado por Listenable Records en octubre de 2007. El demo fue grabado en abril de 1997 en el estudio Antéa (Burdeos).
El sample inicial de "Possessed" fue tomado de la película de 1973 El exorcista. La portada del demo es la obra titulada "Jason y el Dragón" de Salvator Rosa.

## Lista de canciones
| N.º | Título            | Duración |  |
| 1.  | «Possessed»       | 5:43     |  |
| 2.  | «Bleeding»        | 3:15     |  |
| 3.  | «Brutal Abortion» | 3:39     |  |
| 4.  | «End of Time»     | 4:26     |  |
| 5.  | «Mandragore»      | 1:30     |  |

## Personal
- Joe Duplantier – voz, guitarra
- Christian Andreu – guitarra
- Alexandre Cornillon – bajo
- Mario Duplantier – batería